# Elias Svedberg
Johan Elias Svedberg, född 26 juni 1913 i Uppsala, död 11 september 1987 i Tylösand, var en svensk inredningsarkitekt och möbelformgivare.

## Biografi
Elias Svedberg var son till The Svedberg och Andrea Andreen samt bror till Hillevi Svedberg. Han avlade studentexamen 1931, var elev hos Carl Malmsten 1931–1932, studerade i USA 1933, i Europa 1934–1935, bedrev egen arkitektverksamhet 1935–1944, blev konsulterande arkitekt hos Nordiska kompaniet (NK) i Stockholm och dess fabrik i Nyköping 1944, chef för NK-inredning 1952 och försäljningsdirektör hos NK i Stockholm från 1962. Han var ledamot av 1946 års möbelutredning och Svenska institutets råd samt vice ordförande i Svenska slöjdföreningen från 1959.
Hillevi Svedberg samarbetade med sin bror vid den stora bostadsvaneundersökningen 1939. På världsutställningen i New York 1939 fanns en uppmärksammad heminredning i den svenska paviljongen, som visade bland annat ett sportstugerum formgivet och inrett av Elias Svedberg och Astrid Sampe. Svedberg var även med och utvecklade utställningstekniken på Myntkabinettet, Historiska museet, Nordiska museet, Stockholms stadsmuseum och Östasiatiska museet genom att göra lokalerna ljusare och mer besöksvänliga.
Elias Svedberg började arbeta på NK och samarbetade med Astrid Sampe på varuhusets textilkammare. Svedberg skapade under andra världskriget på uppdrag av Nordiska kompaniet Trivamöblerna som levererades i platta paket. Möbelfamiljen Triva Bygg skapades och presenterades på utställningen "Vi bo i Friluftsstaden" i Malmö 1944. Svedberg var sedan med och startade NK-bo där han blev chef. Triva-konceptet utvecklades vidare tillsammans med Lena Larsson.
Den kulturhistoriska utställningen Dukade bord om seder och bruk kring mat och dryck som finns på Nordiska museet producerades av bland andra Elias Svedberg och öppnades 4 juni 1955. Svedberg är representerad vid bland annat Nationalmuseum.